# Liste der Arbeitslager in Fujian
Umerziehung durch Arbeit ist ein System von Arbeitslagern der Volksrepublik China. Diese Liste führt solche Arbeitslager in der Provinz Fujian auf.
| Name                                                          | Unternehmensname | Stadt/Kreis/Distrikt | Dorf/Stadt/Distrikt | Gründungsjahr | Kommentare                                                                              |
| ------------------------------------------------------------- | --- | -------------------- | ------------------- | ------------- | --------------------------------------------------------------------------------------- |
| Umerziehung durch Arbeit Fuzhou                               | Verarbeitungsfabrik; Hebeausrüstungsfabrik; Kleidungsfabriken; Feuerlöschausrüstungsfabrik; Feuer- und Sicherheitstechnik | Fuzhou               | Jin’an              |               |                                                                                         |
| Umerziehung durch Arbeit Fuzhou Rujiang                       | Kleidungs-, Fußbekleidungs- und Hutfabrik Fuzhou Rujiang                                                                  | Fuzhou               | Jin’an              | 1980          | Auch Rujiang Zwangsweiser Drogenentzug Umerziehung durch Arbeit genannt                 |
| Umerziehung durch Arbeit Longyan                              | Farm Longyan | Longyan              | Longmenkou          |               |                                                                                         |
| Umerziehung durch Arbeit Nanping                              | Wasserglasfabrik Nanping Xingguang; Aluminiumproduktverzierungsfabrik Nanping Xingguang                                   | Nanping              | Yanping             |               | stellt Natriumsilikate her                                                              |
| Provinzial-Jugend-Umerziehung-durch-Arbeit Fuzhou             | | Fuzhou               | Distrikt Jin’an     | 2003          | Insassen 18 oder jünger                                                                 |
| Provinzial-Frauen-Umerziehung durch Arbeit Fuzhou             | Kleidungsfabrik Fuzhou Yanshan; Kunsthandwerkfabrik Fuzhou Yanshan                                                        | Fuzhou               | Distrikt Jin’an     |               |                                                                                         |
| Umerziehung durch Arbeit Quanzhou                             | Plastik Quanzhou No. 7 | Quanzhou             | Distrikt Fengze     | 1986          | Besteht aus vier Zweigfabriken                                                          |
| Umerziehung durch Arbeit Sanming                              | Plantage oder Fabrik Sanming Xinsheng                                                                                     | Sanming              |                     |               |                                                                                         |
| Umerziehung durch Arbeit Xiamen                               | | Xiamen               |                     |               | Jiangtou-Garten                                                                         |
| Umerziehung durch Arbeit Xiaokengtou                          | |                      |                     |               |                                                                                         |
| Zwangsweiser Drogen-Entzug Umerziehung durch Arbeit Zhangzhou | |                      |                     | 1997          | Beschäftigt oder beschäftigte 16 Polizeibeamte und 6 Mitglieder medizinischen Personals |
| Umerziehung durch Arbeit Zhangzhou                            | Plastikfabrik Zhangzhou Xinxing                                                                                           | Zhangzhou            | Distrikt Shixia     | 1987          | Die Produkte sind Plastikbesen und Quarzuhrteile                                        |

## Quelle
- Laogai Handbook (2007–2008). (PDF; 3,5 MB) The Laogai Research Foundation, 2008, abgerufen am 10. Januar 2011.